# Пульский, Ференц
Ференц Аурел Пульский де Чельфальва эт Любоч (венг. Ferenc Aurél Pulszky de Cselfalva et Lubócz; 17 сентября 1814, Эперьеш — 9 сентября 1897, Будапешт) — венгерский политик, писатель и археолог.

## Биография
Изучал философию и право в учебных заведениях родного города и в Мишкольце, затем отправился в путешествия за рубеж. Его особое внимание привлекла Англия, а за опубликованный в 1837 г. его дневник путешествий по ней (Aus dem Tagebuch eines in Grossbritannien reisenden Ungarns, Pesth, 1837) он был избран членом Венгерской академии.
В 1840 г. был избран в австрийский рейхстаг, в 1848 г. назначен на должность в министерство финансов Венгрии и в том же году переведен на аналогичную должность в Вену при покровительстве князей Эстерхази. Обвинённый в связях с революционерами, Пульский бежал в Будапешт, где благодаря связям мог избежать ареста. Участвовал в Венгерской революции, затем вместе с Л. Кошутом выехал в Англию и вместе с ним же совершил путешествие по США. В сотрудничестве со своей женой написал рассказ о своём путешествии под названием «Белое, красное, чёрное» (White, Red, Black, 3 vols., London, 1853).
Заочно приговорён к смерти (1852) военным трибуналом. В 1860 г. переехал в Италию, участвовал в неудачном походе Джузеппе Гарибальди на Рим (1862), содержался в заключении в Неаполе. Помилован императором Австрии в 1866 г., возвратился в Венгрию и вновь принял активное участие в политике. В 1867—1876 и 1884 г. был членом Венгерского парламента, вступил в партию Деака.
Помимо политической деятельности, он возглавлял литературную секцию Венгерской академии, был директором Венгерского национального музея в Будапеште, где занимался археологическими исследованиями. Пульскому принадлежит честь введения в археологический оборот в 1876 г. термина «медный век». Также был писателем: автор произведений «Якобинцы в Венгрии» (Die Jacobiner in Ungarn, Leipzig, 1851), «Моя жизнь и моё время» (Életem s korom, Pest, 1880). Множество его трактатов о проблемах Венгрии опубликовала Пештская академия.